# Dănuț Lupu
Dănuț Lupu (n. 27 februarie 1967, Galați, România) este un fost fotbalist român, care a jucat pentru Echipa națională de fotbal a României la Campionatul Mondial de Fotbal din 1990. Este recunoscut pentru abilitățile sale de dribling.

## Cariera de jucător
Dănuț Lupu și-a început cariera fotbalistică la clubul local Dunărea Galați, unde a evoluat între 1985-1987. A fost imediat remarcat de conducătorii lui Dinamo, fiind transferat la echipa roș-albilor în 1987. Contribuie prin jocul său inventiv și creator la cucerirea eventului în 1990, precum și la parcusul dinamoviștilor în Cupa Cupelor, încheiat în semifinalele competiției. Tot în 1990, el participă cu echipa națională la turneul final al Campionatului Mondial din Italia.
După Campionatul Mondial din 1990, Lupu a semnat un contract cu echipa greacă Panathinaikos Atena cu care a câștigat titlul de campion al Greciei în 1991. A mai jucat în Grecia la Korinthos și OFI Creta.
În 1994, a revenit în România și a semnat cu Rapid București, însă după doar două meciuri jucate în Divizia A, a acceptat oferta de la echipa italiană Brescia Calcio, condusă de Mircea Lucescu. După un sezon în Serie A, Brescia a retrogradat, iar Lupu a revenit în România, la Rapid, iar apoi a jucat două sezoane din nou la Dinamo. În 1997, Lucescu a venit la Rapid, iar Lupu s-a întors la formația feroviară cu care a devenit campion al României în 1999. În 2000, a ajuns pentru a treia oară la Dinamo. Și-a încheiat cariera de jucător în 2001, la echipa israeliană Hapoel Tzafririm.

### Echipa națională
Lupu a debutat la naționala României la 11 octombrie 1989 când a intrat în minutul 64 al unui meci contra Danemarcei, din preliminariile Mondialului din 1990. A jucat în două meciuri la Cupa Mondială din Italia, 1-1 cu Argentina și 0-0 cu Irlanda, în optimi, meci în care a transformat una dintre loviturile de departajare, dar România a pierdut cu 5-4. A fost singurul turneu final la care a participat cu echipa națională. A 14-a și ultima partidă la națională a fost un meci amical, contra Israelului, pe 18 martie 1998.

## Controverse
În călătoria făcută de Dinamo la Dundee pentru un meci din sezonul 1988-89 al Cupei Cupelor, contra lui Dundee United, Lupu a fost arestat pentru furt din magazine, dar a fost eliberat după intervenția antrenorului Mircea Lucescu care a convins poliția să nu deschidă dosar penal.
În perioada în care a fost sub contract cu Panathinaikos, Lupu a fost arestat la Atena și a petrecut două luni și jumătate la închisoare, fiind acuzat că era liderul unei grupări de hoți români care furau mașini din Grecia. Lupu a pretins că a fost arestat deoarece președintele lui Panathinaikos, Yiorgos Vardinogiannis voia să nu-i mai plătească salariul și să îi rezilieze contractul.
In octombrie 2023, Curtea de Apel București l-a condamnat pe Lupu la șapte luni și zece zile de închisoare deoarece a condus în repetate rânduri mașini fără permis de conducere. A fost eliberat în aprilie 2024.

## Titluri
Dinamo București
- Divizia A: 1989–90
- Cupa României: 1989-90

Panathinaikos
- Superliga Greacă: 1990-91

Rapid București
- Divizia A: 1998–99
- Supercupa României: 1998-99

### Interviuri
- Dănuț Lupu: „Hagi nu o să reușească la Galatasaray“, 2 noiembrie 2010, Marius Pitaru, Bogdan Savin, Adevărul
- Dănuț Lupu: „Vedetele au dus Dinamo pe locul șase!”, 27 ianuarie 2011, Bogdan Savin, Adevărul